# Kasuga ryūjin
Kasuga Ryūjin (春日龍神), ou « Le Dieu dragon du Kasuga » est une pièce japonaise du théâtre nô souvent attribuée à Komparu Zenchiku, gendre de Zeami Motokiyo. La pièce met en scène la figure historique de  Myōe Shōnin (1173 – 1232), abbé du temple bouddhiste Kōzan-ji, fameux pour son journal de rêves détaillé. Myōe cherche depuis de nombreuses années à visiter la Chine et l'Inde afin de se rendre aux endroits où le Bouddha historique a prêché. Dans les épisodes enregistrés dans son journal de rêve et d'autres sources, Myōe passe pour avoir été visité, à la fois dans les rêves et via des oracles, par le Dieu dragon du Kasuga-taisha qui le persuade de rester au Japon. La pièce s'inspire et repose sur ces sources et rapporte une telle rencontre de Myōe avec le Dieu dragon.

## Intrigue
La pièce commence alors que Myōe et ses compagnons se rendent au Kasuga-taisha pour faire leurs adieux officiels au kami du sanctuaire avant de partir en voyage pour la Chine et l'Inde. Une fois arrivés, ils rencontrent un prêtre, vieil homme qui les accueille dans l'enceinte du sanctuaire en disant que Myōe est favorisé par le kami du sanctuaire comme un fils premier-né et que bien sûr il doit être le bienvenu. Cependant, apprenant l'intention de Myōe de se rendre à l'étranger, il fait valoir que le kami ne voudrait pas le voir partir car sa présence au sanctuaire est particulièrement appréciée.
Le prêtre poursuit en expliquant que si le Bouddha vivait encore, on ferait bien de l'entendre prêcher en personne. Mais, dit-il, les temps ont changé et les lieux sacrés de l'Inde et de la Chine sont désormais représentés au Japon. Il équivaut les sites bouddhistes importants tels que le mont des Vautours à des sites au Japon comme le mont Mikasa et encourage Myōe à visiter à la place ces sites sacrés. Il propose que si Myōe renonce à son plan, il révélera au moine, sur le mont Mikasa, les cinq régions de l'Inde, la naissance du Bouddha, l'illumination du Bouddha, son enseignement et les conditions de son décès.
Convaincu, Myōe abandonne son intention de voyager sur le continent et demande son nom au vieil homme. Le prêtre se présente comme étant Tokifū Hideyuki, nom tiré de ceux des fondateurs du Kasuga, Nakatomi no Tokifū et Nakatomi no Hideyuki, puis il disparaît .
Entre les deux actes de la pièce, un acteur kyōgen représentant un kami mineur au service du sanctuaire s'avance et récapitule l'histoire du premier acte.
Au second acte, le Dieu dragon du Kasuga (le kasuga ryūjin du titre de la pièce) apparaît et danse tandis qu'il discute avec Myōe, lequel confirme qu'il a effectivement abandonné son intention de voyager sur le continent.